# 花園天皇宸記
『花園天皇宸記』（はなぞのてんのうしんき）は、花園天皇の日記。現存数は全35巻、宮内庁書陵部蔵。現存部分のほとんどが花園天皇宸筆であり、鎌倉時代後期を研究する上で貴重な一次史料。また、特に正中の変・元弘の変などに関する記事が豊富かつ詳細であるため、後醍醐天皇の活動状況を研究する上での基本史料となっている。

## 概要
延慶3年（1310年）10月から正慶元年/元弘2年（1332年）11月にわたる23年間から成る日記。伏見宮旧蔵。伏見宮家伝来当時は47巻に装丁されていたが、昭和25年（1950年）書陵部に移管された後、調査・再整理がなされて現在の35巻に改められた。
花園天皇自身はこの日記を『等閑記』と称している。『花園天皇日記』『花園院宸記』など別称が多いが、『国書総目録』（岩波書店刊）では“はなぞのいんしんき”の項にまとめて記載がある。翻刻には３点あり、刊行順に『列聖全集』（列聖全集編纂会,1915-1917、底本は旧家秘蔵本）、『史料大成続編』33,34（内外書籍,1938、底本は概ね『列聖全集』）、『史料纂集』62,66,80（続群書類従完成会,1982-1986、底本は宮内庁書陵部本）である。なお、1965年に臨川書店より刊行された『増補史料大成』（ここでは2,3巻）は『史料大成』の復刻版の意味合いが強い。